# Charles Darwin y el Árbol de la Vida
Charles Darwin y el Árbol de la Vida —en inglés: Charles Darwin and the Tree of Life— es un documental de 2009 sobre Charles Darwin y su revolucionaria teoría de la evolución por medio de la selección natural, producida por la Unidad de historia natural de la BBC para conmemorar el bicentenario del nacimiento de Darwin. Es parte de la BBC Darwin Season. El presentador, David Attenborough, describe el desarrollo de la teoría de Darwin a través de sus observaciones de los animales y plantas en la naturaleza y en estado doméstico, visitando lugares importantes en la vida de Darwin, incluyendo la Down House, la Universidad de Cambridge y el Museo de Historia Natural de Londres, y usando imágenes de archivo de muchos documentales de naturaleza de Attenborough para la BBC.  Se analiza la evolución de la teoría desde sus inicios, y su impacto revolucionario en la manera en que los seres humanos se ven a sí mismos - no teniendo un dominio sobre los animales, como La Biblia dice, sino como parte de la naturaleza y sujetos a las mismas fuerzas que gobiernan el resto de la vida en la Tierra.

## Crítica
El programa recibió grandes elogios por parte de los críticos:
- En The Guardian, Sam Wollaston describe cómo Attenborough cuenta la historia de la selección natural "a través de la vida y obra de su héroe, y también a través de su propia vida y trabajo, que siempre ha tenido el darwinismo en su núcleo. Las dos cadenas han sido artísticamente trenzadas juntas, en forma de una hermosa doble hélice televisiva que tiene mucho sentido. Excepto en los somormujos creacionistas"[2]

- En The Times, Andrew Billen alaba a Attenborough, "la gracia y la fluidez," para demostrar "que lo que siempre viene al rescate de Darwin es la evidencia científica,"[3] y David Chater comenta acerca de cómo, mediante el uso de clips de archivo ", el espectador también ve al propio Attenborough evolucionar de un joven presentador a un sabio de nuestros días."[4]

- En Irlanda, Pat Stacey del Evening Herald describe como "una impresionante pieza de televisión - la televisión épica - que brillantemente reúne con nitidez los diferentes aspectos del increíble Darwin, descubrimientos irrefutables, como si Attenborough estuviera construyendo un modelo de la doble hélice. Se hizo muy bien y fue totalmente emocionante."[5]

## Premios
Premios Grierson 2009, Ganador, Mejor documental de ciencia